# Municipio de Adams (Nebraska)
El municipio de Adams (en inglés: Adams Township) es un municipio ubicado en el condado de Gage en el estado estadounidense de Nebraska. En el año 2010 tenía una población de 897 habitantes y una densidad poblacional de 10,08 personas por km².

## Geografía
El municipio de Adams se encuentra ubicado en las coordenadas 40°29′12″N 96°30′40″O / 40.48667, -96.51111. Según la Oficina del Censo de los Estados Unidos, el municipio tiene una superficie total de 88.98 km², de la cual 88,42 km² corresponden a tierra firme y (0,63 %) 0,56 km² es agua.

## Demografía
Según el censo de 2010, había 897 personas residiendo en el municipio de Adams. La densidad de población era de 10,08 hab./km². De los 897 habitantes, el municipio de Adams estaba compuesto por el 99,22 % blancos, el 0,22 % eran asiáticos y el 0,56 % eran de una mezcla de razas. Del total de la población el 1,34 % eran hispanos o latinos de cualquier raza.